# Airi Ishikawa
Airi Ishikawa (31 de agosto de 1984, Oquinaua, Cunigami) é uma atriz japonesa.
Estrelou diversos programas na TBS e NTV.

## Televisão
1. "L×I×V×E" (abril a junho de 1999, TBS)
2. "Lendário professores"(abril a junho de 2000, NTV)
3. Shin-D "Roppongi Comité Besta" ( julho a agosto de 2001, NTV)
4. "Tokyo casa com um jardim" (2002, NTV)
5. "Tokyo Maravilha" (2004 de abril, NTV) Masako papel Planalto
6. "Maravilha Tóquio, no Verão" (agosto de 2004, NTV)
7. "Tóquio, no Outono Maravilha" (novembro de 2005, NTV)
8. "Tokyo Maravilha no Inverno" (dezembro de 2005, NTV)

## CM
- Morinaga & Co., Ltd. "Angelo" (1999)
- SHARP "digital LCD BYUKAMU PD" (1999)
- FamilyMart "A-Sian! Famima Chamado" (2003)
- JTA "Japan Transocean Air" (2004)

### Vídeo
- "TAOSHI rod" (2003, Tóquio Teatros Co.) Director Akira Maeda